# 斯图加特大学法伊欣根校区

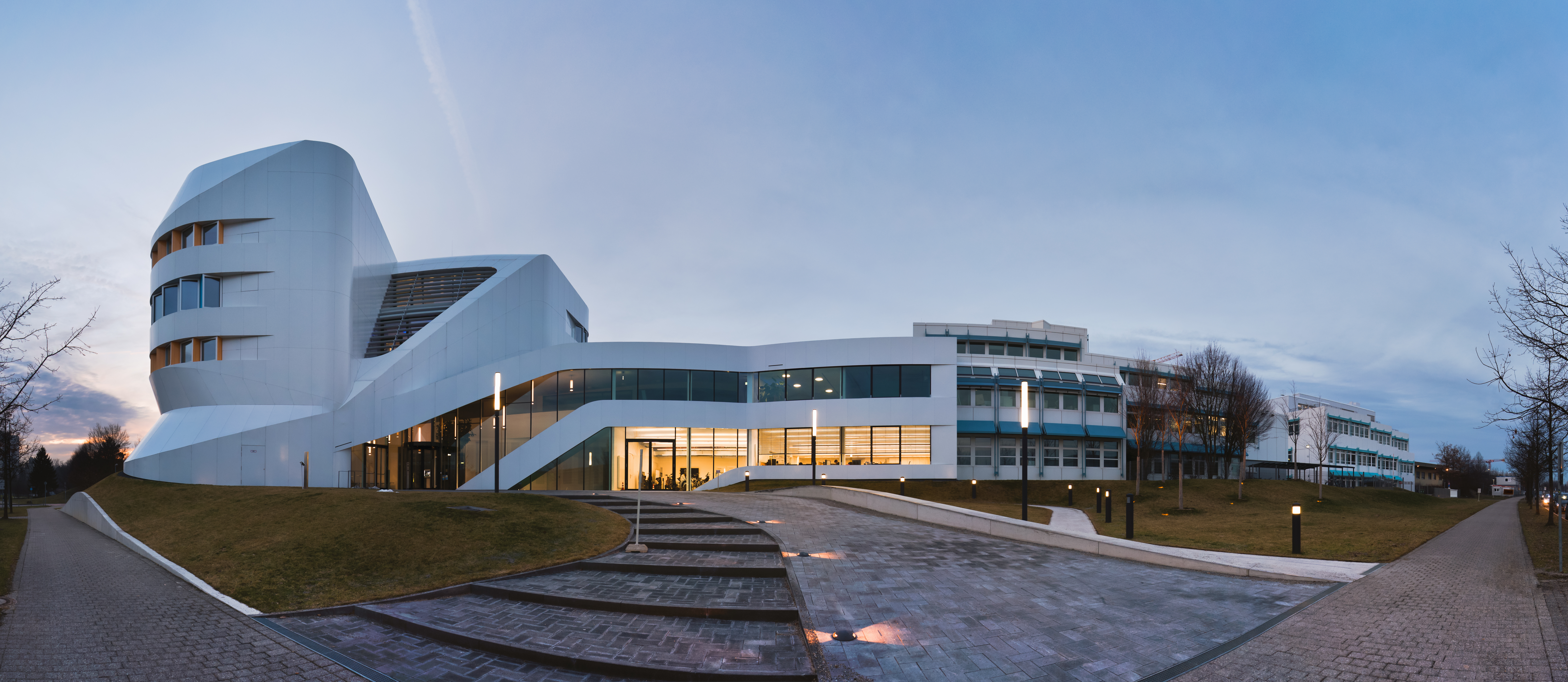
弗劳恩霍夫IAO虚拟工程中心

斯图加特大学法伊欣根校区（德語：Forschungscampus Stuttgart-Vaihingen）是斯图加特大学在该市法伊欣根区的一个校区，自20世纪50年代以来，斯图加特大学的大部分研究机构都集中在该地区。

## 簡介
斯图加特大学原位于斯图加特市中心。由于空间等原因，个别研究所从20世纪50年代起搬迁到法伊欣根区，然后从20世纪60年代起、整个技术和科学领域都搬迁到了法伊欣根区。在“校园即城市”的指导原则下，还建造了学生和员工公寓、社会建筑和其他建筑（体育馆、幼儿园）。因此，该大学将其设施合并为法伊欣根校区。1975年，两个马克斯·普朗克研究所搬到了附近，随后从20世纪80年代起，几个弗劳恩霍夫研究所也相继搬到了附近。媒体大学和斯图加特理工大学的部分现在也在校园内。自1985年以来，校园已通过斯图加特大学火车站与斯图加特通勤铁路网络相连。
2015年，校园约有20,000名学生，以及数千名教职员工。